# Bergsteig

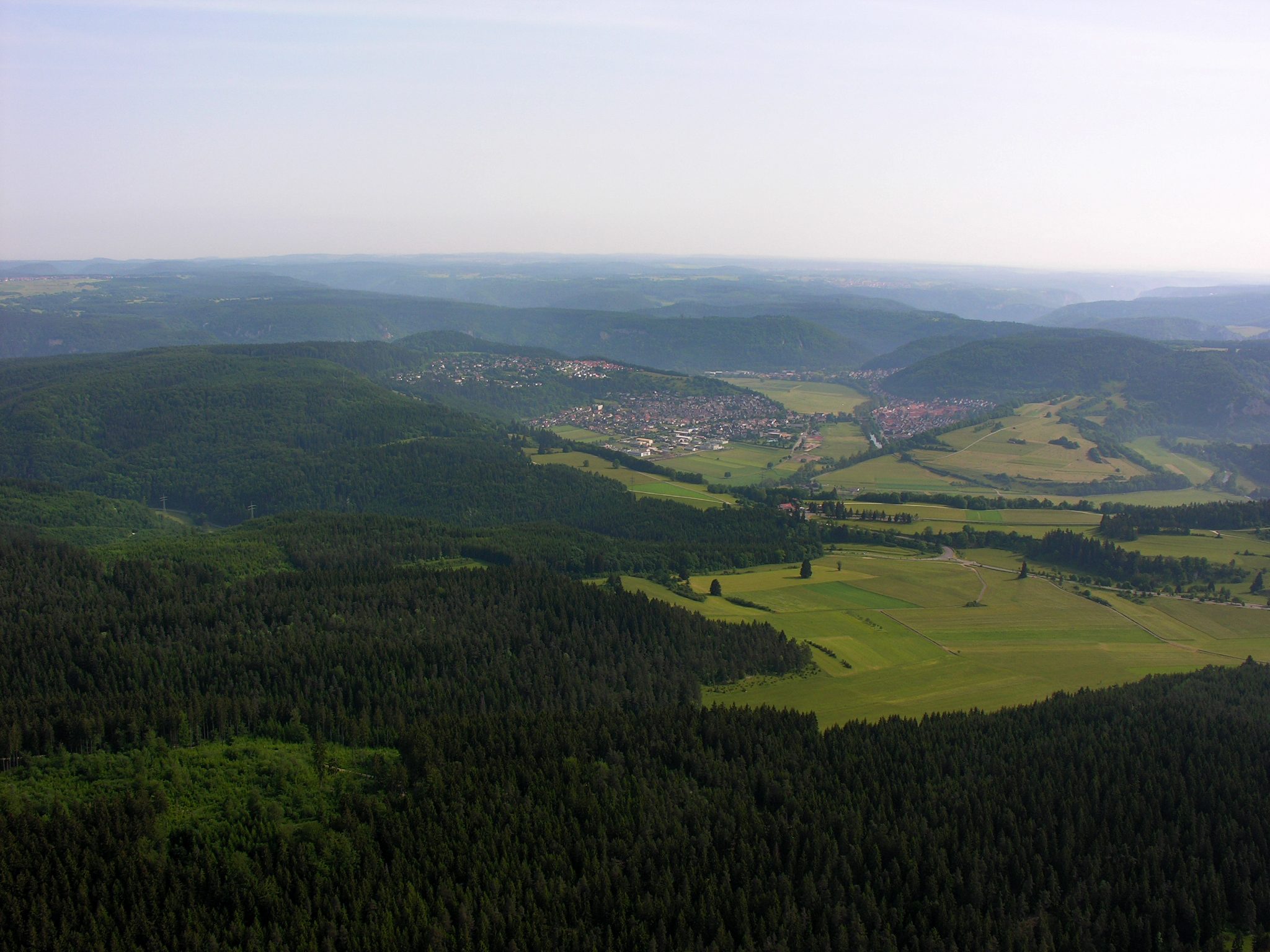
Zentral Bergsteig (zwischen den Bäumen), dahinter im Tal Fridingen

Bergsteig ist ein Weiler etwa zwei Kilometer südwestlich von Fridingen an der Donau, zu dem er auch gehört.

## Lage
Bergsteig ist ein Pass zwischen dem Donautal in Fridingen und dem Kessel beziehungsweise dem Tal nach Neuhausen ob Eck. Im Westen davon erhebt sich der Welschenberg Richtung Mühlheim an der Donau und im Osten das Hochplateau des Heuberges Richtung Buchheim. Die heutige Senke und das kurze Höhenstück stammen von der Urdonau, die von Mühlheim durch den Kessel und über Bergsteig nach Beuron geflossen ist. Das Neuhauser Tal mit dem Kessel als Verlängerung entwässert westwärts nach Mühlheim.
Bergsteig besteht aus einem Wohnhaus und zwei Gaststätten.
Der Name „Bergsteig“ ist eine Zusammensetzung von Berg und Steig.

## Verkehr
Bergsteig ist ein Verkehrsknotenpunkt: So zweigen hier die L 440 von Balingen nach Eigeltingen nach Neuhausen und die K 5940 von Fridingen nach Buchheim von der L 277 ab, die von Tuttlingen nach Riedlingen führt und dabei Fridingen mit Mühlheim verbindet. Die Bahnstrecke Tuttlingen–Inzigkofen und der Donauradweg nehmen auf dieser Verbindung hingegen die etwa gleichlange Route durch das Donautal.
Außerdem gibt es direkte Feldwege von Bergsteig auf das Fridinger Wohngebiet Dickenloch, zur Mühlheimer Wallfahrtskirche Maria Hilf auf dem Welschenberg und nach Nendingen über den Halldorfer Weg.
In das ÖPNV-Netz ist Bergsteig über die stündlich verkehrende Buslinie 50 in Richtung Fridingen/Sigmaringen und Mühlheim/Tuttlingen integriert. An Werktagen fährt ebenfalls die Buslinie 20, die Fridingen, das Dickenloch und Bergsteig mit Buchheim, Worndorf, Schwandorf und Neuhausen verbindet. Außerdem ist ein großer Wanderparkplatz angelegt, an welchem auch eine Umsteigehaltestelle zwischen Buslinie 50 und 20 angelegt ist, die aber selten bedient wird.
Koordinaten: 48° 0′ 28,08″ N, 8° 54′ 59,76″ O